# Chlorogomphus gracilis
Chlorogomphus gracilis là loài chuồn chuồn trong họ Chlorogomphidae. Loài này được Wilson & Reels mô tả khoa học đầu tiên năm 2001.